# Спірос Марангос
Спірі́дон «Спі́рос» Маранго́с (грец. Σπύρος Μαραγκός; народився 20 лютого 1967; Греція) — грецький футболіст, півзахисник. Марангос захищав кольори національної збірної Греції, у складі якої брав участь у чемпіонаті світу 1994 року. Виступав за команди «Паніоніос», «Панатінаїкос», «Омонія», ПАОК та АПОЕЛ.

## Клубна кар'єра
Спірос Марангос розпочав свою футбольну кар'єру в клубі «Паніоніос». В сезоні 1986–1987 дебютував за команду у чемпіонаті Греції та провів за неї наступні 3,5 сезони. За «Паніоніос» зіграв 66 матчів та відзначився одним голом. На початку 1990 року Марангос підписав контракт з клубом «Панатінаїкос». У своєму першому сезоні 1989/90 став одним із лідерів команди та отримав виклик до складу національної збірної Греції. У 1991 році разом з «Панатінаїкосом» виграв дубль — виграв національний чемпіонат і став володарем Кубка Греції. В 1996 році «Панатінаїкосом» дійшов до півфіналу Ліги чемпіонів. У тому ж році перейшов до клубу ПАОК і провів за оманду 2 сезони. В 1998 році підписав контракт з клубом чемпіонату Кіпру «Омонія». За «Омонію» Марангос провів один сезон, зігравши 31 матч, в яких забив 5 голів. В 1999 знов повернувся до ПАОКа і провів в команді 1 рік. У 2000 році перейшов до кіпрського АПОЕЛа, в якому і завершив кар'єру в 2002 році.

## Кар'єра в збірній
Свій дебютний матч за національну збірну Греції Марангос зіграв 25 січня 1993 року у товариській зустрічі проти збірної Португалії, у якому Греція поступилася із рахунком 1:2.
У листопаді того ж року збірна Греції здобула вирішальну перемогу у своїй кваліфікаційній групі і вперше отримала право участі у фінальній частині чемпіонатів світу. 27-річний Марангос, який тоді виступав за «Панатінаїкос», був включений до складу тренером команди Алкетасом Панагуліасом, яка мала їхати на чемпіонат світу 1994, що проходив на полях США. У фінальній частині збірна Греції потрапила в групу D, в якій також виступали збірні Нігерії, Болгарії та Аргентини. Проте вже свою першу зістріч проти команди Аргентини грецька збірна програла з рахунком 0:4, а через три дні — поразка від Болгарії з таким самим ж рахунком 0:4. Останній матч мундіалю Греція програла Нігерії з рахунком 0:2. Грецька збірна залишила чемпіонат вже після групового раунду змагань, не забивши жодного голу і пропустивши 10, показавши один із найгірших виступів у фінальних частинах чемпіонатів світу. Марангос зіграв у двох матчах проти Аргентини та Болгарії.
Останній матч за збірну провів в 1995 році. Загалом Марангос зіграв 26 матчів.

## Статистика
| Сезон   | Клуб         | Країна  | Ліга         | Матчі | Голи |
| ------- | ------------ | ------- | ------------ | ----- | ---- |
| 1986—87 | Паніоніос    | Греція  | Альфа Етнікі | 9     | 0    |
| 1987—88 | Паніоніос    | Греція  | Альфа Етнікі | 22    | 0    |
| 1988—89 | Паніоніос    | Греція  | Альфа Етнікі | 24    | 0    |
| 1989—90 | Паніоніос    | Греція  | Альфа Етнікі | 11    | 1    |
| 1989—90 | Панатінаїкос | Греція  | Альфа Етнікі | 20    | 1    |
| 1990—91 | Панатінаїкос | Греція  | Альфа Етнікі | 30    | 0    |
| 1991—92 | Панатінаїкос | Греція  | Альфа Етнікі | 31    | 4    |
| 1992—93 | Панатінаїкос | Греція  | Альфа Етнікі | 33    | 3    |
| 1993—94 | Панатінаїкос | Греція  | Альфа Етнікі | 28    | 1    |
| 1994—95 | Панатінаїкос | Греція  | Альфа Етнікі | 29    | 4    |
| 1995—96 | Панатінаїкос | Греція  | Альфа Етнікі | 26    | 4    |
| 1996—97 | Панатінаїкос | Греція  | Альфа Етнікі | 2     | 0    |
| 1996—97 | ПАОК         | Греція  | Альфа Етнікі | 20    | 4    |
| 1997—98 | ПАОК         | Греція  | Альфа Етнікі | 31    | 5    |
| 1998—99 | Омонія       | Кіпр    | Дивізіон А   | 31    | 5    |
| 1999—00 | ПАОК         | Греція  | Альфа Етнікі | 25    | 1    |
| 2000—01 | АПОЕЛ        | Кіпр    | Дивізіон А   | 23    | 3    |
| 2001—02 | АПОЕЛ        | Кіпр    | Дивізіон А   | 21    | 1    |
|         | Всього:      | Всього: | Всього:      | 416   | 37   |

## Нагороди та досягнення
- «Панатінаїкос»
  - Альфа Етнікі (4): 1989-90, 1990-91, 1994-95, 1995-96
  - Кубок Греції (4): 1990-91, 1991-92, 1992-93, 1993-94, 1994-95
  - Суперкубок Греції (2): 1993, 1994
- АПОЕЛ
  - Чемпіонат Кіпру (1): 2001-02